# ماثيو كرامر
ماثيو كرامر (بالإنجليزية: Matthew Kramer)‏ هو محامي أمريكي، ولد في 1959 في الولايات المتحدة.